# SC Traktor Schwerin

Logo

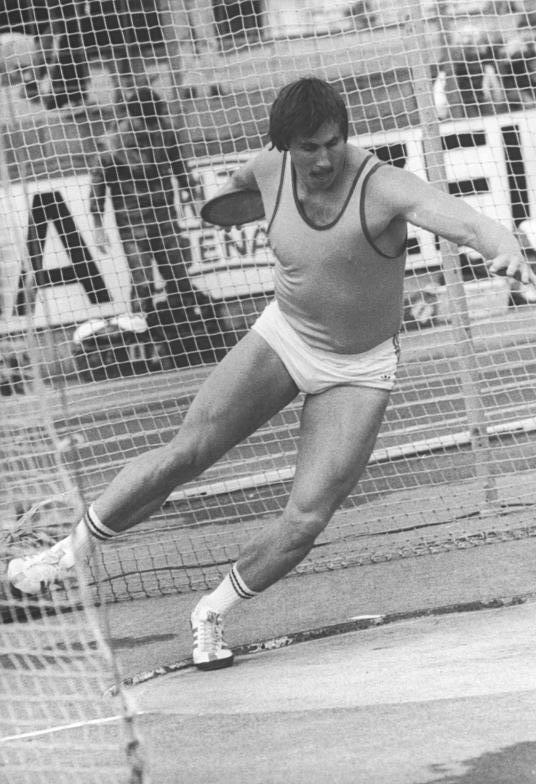
Jürgen Schult 1986 im Trikot des SC Traktor Schwerin

Der SC Traktor Schwerin war ein Sportclub aus der Deutschen Demokratischen Republik (DDR), der als Schwerpunkte die Sportarten Boxen, Leichtathletik, Volleyball und Segeln förderte. Er war eines der Aushängeschilder der Sportvereinigung Traktor.

## Geschichte
Der SC Traktor Schwerin wurde im Juni 1955 im Zuge der Gründung von Sportclubs in der DDR gegründet. Nach der Wende wurde der Verein 1990 in den Schweriner SC umgewandelt. Nachdem der Verein 2001 seine Boxstaffel aus finanziellen Gründen aus der Bundesliga zurückziehen musste, gründete sich 2002 der Boxclub Traktor Schwerin. Von 1956 bis 1984 war das ehemalige Kurhotel Zippendorf Klubhaus und Wohnheim des Sportclubs.

## Boxen

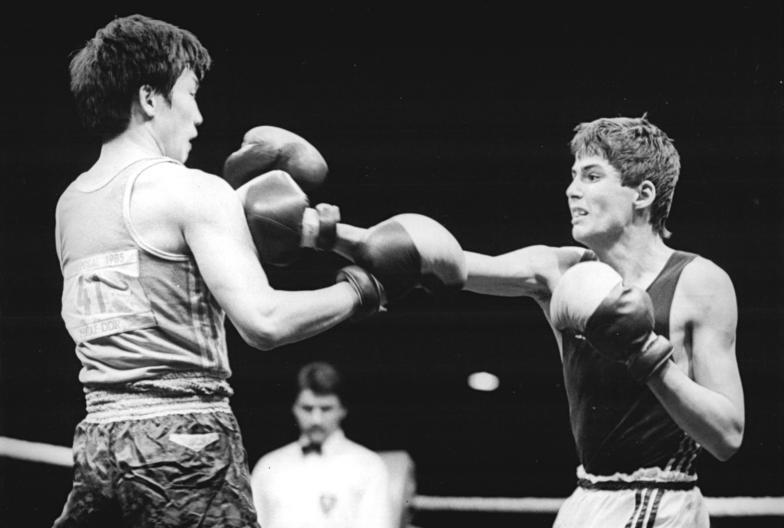
Der spätere Olympiasieger Andreas Zülow (rechts) 1985 beim Chemiepokal in Halle

Die Boxstaffel des SC Traktor Schwerin gewann von 1957 bis 1959 dreimal die Mannschaftsmeisterschaft der DDR. Von 1972 bis 1990 holte die Mannschaft 15 weitere Titel nach Schwerin, in diesem Zeitraum verpasste die Mannschaft nur in vier Jahren den Titel.
Der Mittelgewichtler Paul Nickel erkämpfte 1957 eine Bronzemedaille bei der Europameisterschaft und war damit der erste internationale Medaillengewinner der Schweriner. Nickel war in den 1970er Jahren Trainer der Schweriner Boxer. Sein Schützling Jochen Bachfeld war 1976 in Montreal im Weltergewicht erster Olympiasieger des Vereins. Richard Nowakowski gewann in Montreal im Federgewicht Silber, 1977 gewann er als erster Schweriner einen Europameistertitel. Mit zwei olympischen Medaillen und zwei Europameistertiteln gehört Nowakowski zu den erfolgreichsten Boxern des Vereins.
Als 1984 die Ostblockländer die Olympischen Spiele in Los Angeles boykottierten, fand für die Boxer in Havanna ein Ersatzturnier statt. Nur ein Nichtkubaner gewann bei diesem Turnier seine Gewichtsklasse: der Weltergewichtler Torsten Schmitz. 1985 siegten mit René Breitbarth, Dieter Berg und Michael Timm gleich drei Schweriner Boxer bei der Europameisterschaft, alle drei wurden von Fritz Sdunek trainiert. 1987 wurde mit dem Fliegengewichtler Andreas Tews, trainiert von Otto Ramin, ein weiterer Schweriner Europameister. Bei den Olympischen Spielen 1988 in Seoul gewann Tews Silber, der Leichtgewichtler Andreas Zülow erkämpfte die Goldmedaille.
Nach der Wiedervereinigung gewann 1991 der Schweriner SC die erste gesamtdeutsche Mannschaftsmeisterschaft. Andreas Tews wurde 1992 Olympiasieger.

## Leichtathletik

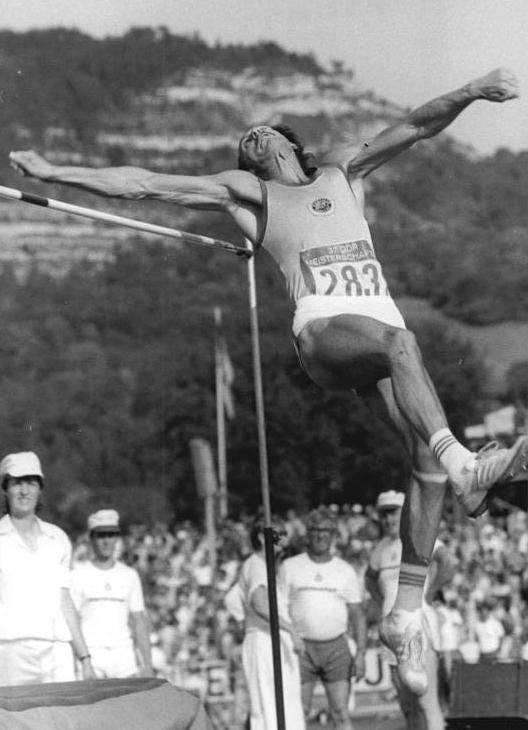
Der Olympiasieger von 1980 Gerd Wessig gewinnt 1986 die DDR-Meisterschaft im Hochsprung.

Erster DDR-Meister des SC Traktor Schwerin war 1956 der Hammerwerfer Siegfried Perleberg. Bei den Olympischen Spielen 1960 in Rom gewann der Speerwerfer Walter Krüger Silber und damit die erste olympische Medaille für den SC Traktor Schwerin. In den 1960er Jahren war die Läuferin Gertrud Schmidt die erfolgreichste Athletin des Vereins, in den 1970er Jahren erreichte der Zehnkämpfer Siegfried Stark vordere Platzierungen bei Europameisterschaften und Olympischen Spielen. Erster Schweriner Olympiasieger in der Leichtathletik wurde bei den Olympischen Spielen 1980 in Moskau der Hochspringer Gerd Wessig, der dabei mit 2,36 Metern auch einen neuen Weltrekord aufstellte. Bereits 1979 war Jürgen Schult Junioreneuropameister geworden. Schult stellte 1986 mit 74,08 Metern den noch heute (Stand 2009) gültigen Weltrekord im Diskuswurf auf. Bei den Weltmeisterschaften 1987 in Rom stellte Schwerin gleich zwei Weltmeister, neben Jürgen Schult war auch der Zehnkämpfer Torsten Voss erfolgreich. Im Jahr darauf bei den Olympischen Spielen 1988 in Seoul gewann Schult Gold, Voss erhielt die Silbermedaille. 
Schult gewann 1990 nach Olympiasieg und Weltmeistertitel auch den Titel eines Europameisters. Ebenfalls 1990 gewannen zwei junge Schwerinerinnen den Weltmeistertitel bei den Juniorenweltmeisterschaften: die Sprinterin Andrea Philipp und die Speerwerferin Tanja Damaske. Beide Sportlerinnen waren in den 1990er Jahren auch in der Erwachsenenklasse erfolgreich, wechselten aber zu anderen Vereinen. Erfolgreichster Leichtathlet des Schweriner SC war auch in den 1990er Jahren Jürgen Schult.

## Volleyball
Anfang 1957 wurde die Sektion Volleyball im SC Traktor Schwerin durch die Übernahme der Sektion Volleyball der BSG Empor Schwerin und der BSG Einheit Süd Schwerin gebildet. Erwin Reichelt fungierte als Cheftrainer, Übungsleiter waren Fritz Loest, Wieland Berghoff, Hans Opitz, Harry Szymanski und Bruno Hinzmann. Erster Sektionsleiter war Hardy Hübner. Die männliche Jugend wurde DDR-Meister und FDJ-Pokalsieger. Damals spielten Neithard Henning, Bernd Aulerich, Siegmar Gliemann, Klaus Fierke, Werner Peters, Oswald Gerstand, Horst Rickert, Egon Kaufert, Wolfgang Knoll, Hanspeter Schmill und Manfred Rohde. Als Trainings- und Wettkampfstätten wurden die Turnhallen Amtsstraße, Heinrich-Heine-Schule und Bergstraße genutzt.
Mit Beginn des Wettkampfjahres 1958/59 nahm Erich Bahner seine Trainertätigkeit im männlichen Bereich, später auch als Cheftrainer beim SC Traktor in Schwerin auf. Seit 1960 spielten die Damen- und Herrenmannschaften in der DDR-Oberliga. Nach der Eröffnung der Sport- und Kongresshalle 1962 verbesserten sich die Trainings- und Wettkampfbedingungen auch für den Volleyball und als Leistungszentrum im Norden. Unter Trainer Fritz Loest wurde die männliche Jugend 1963 DDR-Meister. 1964 übernahm Gerhard Fidelak die Verantwortung als Trainer für den weiblichen Bereich, den er dreißig Jahre lang erfolgreich leitete. 

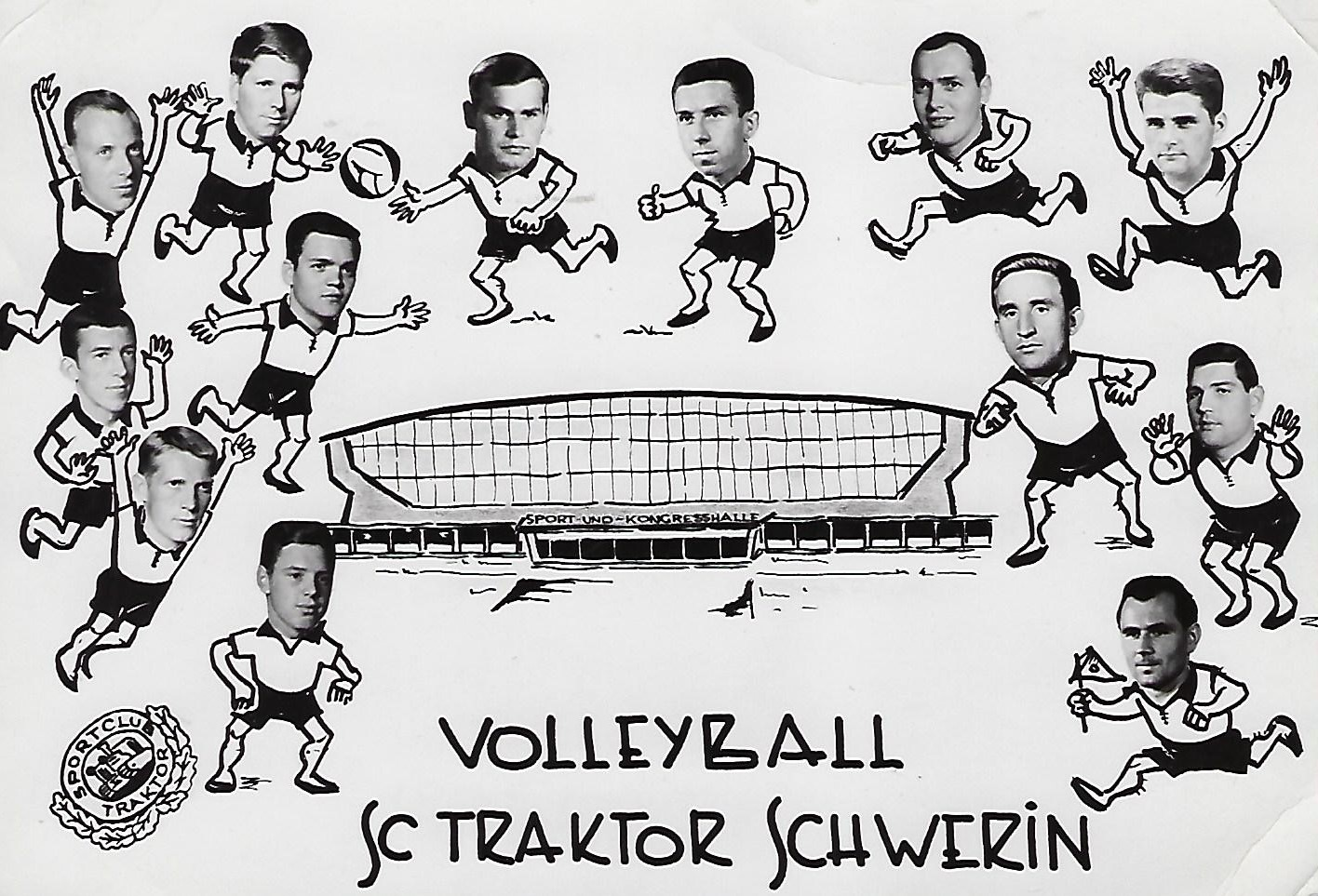
FDGB-Pokalsieger 1964

Die Herren des SCT mit Trainer Erich Bahner gewannen 1964 unter Flutlicht in Leipzig erstmals den FDGB-Pokal (Volleyball).
Die Volleyballer des SC Traktor Schwerin waren 1977 und 1988 DDR-Meister. Wesentlich erfolgreicher waren die Volleyballerinnen unter Trainer Gerhard Fidelak, die 1976 und 1977 sowie von 1980 bis 1984 DDR-Meister waren. 1975 gewannen die Volleyballerinnen den Europapokal der Pokalsieger, 1978 den Europapokal der Landesmeister. Im Aufgebot, das bei den Olympischen Spielen 1980 in Moskau die Silbermedaille gewann, standen mit Andrea Heim, Karla Roffeis, Martina Schmidt und Anke Westendorf vier Spielerinnen von Traktor Schwerin.

## Fußball
Die Sektion Fußball wurde am 21. Oktober 1956 durch die Übernahme der Fußballsektion der BSG Einheit Schwerin gegründet. Der SC Traktor übernahm den Startplatz der BSG in der viertklassigen Bezirksliga Schwerin. Bereits in seiner ersten Saison wurde der SC Traktor Bezirksmeister und stieg in die II. DDR-Liga auf. In der Saison 1959 erreichte der der Sportclub mit Platz zwei seine beste Platzierung in der II. DDR-Liga. Auch in den nächsten Jahren waren die Schweriner stets im oberen Drittel ihrer Staffel zu finden. Als nach der Saison 1962/63 die II. DDR-Liga aufgelöst wurde, musste er SC Traktor trotz eines dritten Platzes in die nun drittklassige Bezirksliga absteigen. In der Spielzeit 1963/64 erreichte die Mannschaft in der Bezirksliga Schwerin Platz zwei, danach wurde die Fußballsektion des SC Traktor der BSG Motor Schwerin angeschlossen. Im DDR-Fußballpokal erreichte der SC mit dem Vordringen bis in das Viertelfinale 1959 sein bestes Ergebnis. Bekannteste Akteure im Fußball des SC Traktor waren Horst Saß und Dietmar Pfeifer. Horst Saß spielte in den Jahren 1963 und 1964 beim SC Traktor. Von 1969 bis 1973 war er Trainer beim DDR-Oberligisten Hansa Rostock. Dietmar Pfeifer begann seine Trainerkarriere beim Schweriner Sportclub, war danach international tätig und trainierte 1983 und 1984 die Oberligamannschaft des FC Carl Zeiss Jena.
|                                       |
| Fett: Heute noch existierende Vereine |

## Segeln
Die Segler trainierten auf dem Schweriner See. Sie waren einer von vier (drei nach Auflösung der Sektion Segeln des ASK Rostock) Segel-Trainingsstützpunkten in der DDR. Aus der Sektion Segeln wurden Jürgen Brietzke und Ekkehard Schulz 1982 Europameister im 470er; 1988 nehmen Ulf Lehmann und Stefan Mädicke im FD (9. Platz) und Brietzke/Schulz im 470er (11. Platz) an den olympischen Segelwettbewerben teil. Nachfolger der Sektion Segeln im SC Traktor Schwerin ist der Schweriner Yacht-Club.